# Can Serra (Cabrera de Mar)
Can Serra és una obra de Cabrera de Mar (Maresme) protegida com a Bé Cultural d'Interès Local.

## Descripció
Es tracta d'un immoble que consta d'un volum de tres crugies/cossos perpendiculars a la façana. Té planta baixa i planta pis. La coberta de la teulada és a dues vessants amb frontons a les façanes laterals i aiguavessos a la façana principal i façana posterior. El portal d'accés és de llinda recta i les finestres són rectangulars amb llinda, brancals i ampits de pedra.